# Акжар (Тарбагатайський район)
Акжа́р (каз. Ақжар) — село, центр Тарбагатайського району Східноказахстанської області Казахстану. Адміністративний центр Акжарського сільського округу.
Населення — 5818 осіб (2021; 6396 у 2009, 8182 у 1999, 7563 у 1989).
Національний склад станом на 1989 рік:
- казахи — 100 %